# محمد یراقی
محمد یراقی (زادهٔ ۲۷ تیر ۱۳۷۷ در تهران) نویسنده، کارگردان و بازیگر سینما و تئاتر ایرانی است که از سال ۱۳۹۹ در زمینهٔ فیلم کوتاه فعالیت می‌کند.

## زندگی‌نامه
محمد یراقی پس از تحصیل در رشتهٔ سینما، فعالیت حرفه‌ای خود را در حوزهٔ تئاتر آغاز کرد و سپس به ساخت فیلم‌های کوتاه روی آورد.

## فعالیت حرفه‌ای
نخستین فیلم کوتاه او با عنوان فراموشت خواهند کرد (۱۳۹۹) تولید شد که در جشنوارهٔ فیلم مستقل لندن برندهٔ جایزهٔ بهترین فیلم کوتاه شد.
در سال ۱۴۰۲ فیلم کوتاه جهان غیرموازی را کارگردانی کرد که با بیش از ۳۰ بازیگر، زندگی یک دختر شش‌ساله را روایت می‌کند و در جشنواره‌های Portobello انگلستان و Euroshorts لهستان به نمایش درآمد و جوایز زیر را کسب کرد:
علاوه بر کارگردانی، یراقی در فیلم کوتاه فی به کارگردانی عباس ایمانی به‌عنوان تهیه‌کننده فعالیت کرد.

## نقدها و مقالات در روزنامه اعتماد
محمد یراقی به‌عنوان منتقد سینما مطالب متعددی در روزنامهٔ «اعتماد» منتشر کرده است:
- «نگاهی بی‌پرده به زوال رویاهای معاصر در آواردیواره‌های فرسوده»[۹]
- «سینما می‌نویسد آنچه تاریخ پاک می‌کند»[۱۰]
- «فروپاشی اخلاق و برآمدن هیولا در جهانِ بی‌رحمی و قضاوت»[۱۱]
- «فیلمی در اندازه‌های حقیقت و تنهایی»[۱۲]
- «پنگوئن؛ از اعماق جنایت تا انسانیت»[۱۳]
- «تبعید آینه در قحطی نگاه»[۱۴]

## آثار
- فراموشت خواهند کرد (۱۳۹۹) – نویسنده و کارگردان
- جهان غیرموازی (۱۴۰۲) – نویسنده و کارگردان
- فی (۱۴۰۲) – تهیه‌کننده

## جوایز و افتخارات
- جایزه بهترین فیلم کوتاه – جشنوارهٔ فیلم مستقل لندن برای فراموشت خواهند کرد
- جایزه بهترین فیلم کوتاه بین‌المللی – جشنوارهٔ Euroshorts لهستان برای جهان غیرموازی
- Jury Social Impact Award – جشنوارهٔ Lighthouse آمریکا برای جهان غیرموازی